# 江世東
江世東（？—？），字百達，號石钟，直隶徽州府歙縣人，明朝政治人物。

## 生平
万历十三年（1585年）乙酉科應天鄉試举人，二十九年（1601年）辛丑科會試六十七名，未殿试，三十二年（1604年），登甲辰科三甲一百八十一名进士，都察院觀政。三十三年授蕲水县知县，三十七年行取，考选雲南道御史，卒于官。

## 家族
曾祖江献，祖江沚，父江若城。母王氏。永感下。兄世濟，弟世禾。娶潘氏。